# François-Ignace Ervoil d'Oyré
Pierre-François-Ignace Ervoil d'Oyré, né le 27 mai 1739 à Sedan et mort le 5 juillet 1799 à Warcq, est un général de brigade de la Révolution française. Il s'est illustré lors des guerres de la Révolution, notamment lors du siège de Mayence.

## Biographie
Fils d'un ingénieur qui a servi sous le maréchal de Saxe en Flandre en 1745, sa famille cultive une tradition martiale remontant au XIVe siècle. Elève à l'école du génie de Mézières en qualité de lieutenant en second le 1er juin 1756, il devient ingénieur le 1er janvier 1759, directeur des fortifications de la Meuse. 
D'octobre 1763 à juillet 1765, il est détaché en mission en Autriche. Il est promu capitaine le 27 septembre 1765, et il sert en Amérique le 1er mars 1780. Il est fait chevalier de Saint-Louis le 12 août 1781, et en récompense de ses états de services, les États-Unis lui attribuent une pension.
Il est nommé major le 31 juillet 1783, et le 10 février 1786, il est détaché à Landau. Il reçoit son brevet de lieutenant-colonel le 1er avril 1791, et celui de colonel directeur des fortifications à Metz le 8 février 1792. Il est promu maréchal de camp provisoire sous Kellermann le 9 octobre 1792, et le 9 novembre suivant, il est employé à Mayence. Confirmé dans son grade par le Conseil provisoire exécutif le 6 décembre 1792, il devient gouverneur militaire de la forteresse de Mayence le 25 mars 1793. 
Après le siège de 1793, il se constitue otage en application des articles de capitulation le 21 juillet 1793. En France, pendant ce temps, il est d'abord proscrit puis, environ un mois plus tard, relaxé (après que Antoine Merlin de Thionville a plaidé sa défense). Rentré en France le 23 décembre 1794, il est autorisé à prendre sa retraite le 19 mars 1795, et il obtient cette dernière le 31 mars 1796.
Il meurt le 5 juillet 1799, à Warcq.
Un portrait de François-Ignace Ervoil d'Oyré a été peint par Jean-Baptiste Greuze. Détenu par un collectionneur privé, il a été prêté à l'institut Sterling and Francine Clark  de Williamstown (Massachusetts) en 2006.